# Distretto di Mariano Nicolás Valcárcel
Il distretto di Mariano Nicolás Valcárcel è uno dei tredici distretti della provincia di Camaná, in Perù. Si trova nella regione di Arequipa e si estende su una superficie di 557,74 chilometri quadrati.

Istituito il 3 novembre 1944, ha per capitale la città di Urasqui; al censimento del 2005 contava 2.625 abitanti.